# Секвойя (яхта)
«Секво́йя» (англ. USS Sequoia) — тридцатиметровая яхта из тика, построенная в США в 1926 году. Приобретённая государством в 1931 году, с 1977 года вновь находится в частной собственности. В 1987 году получила статус Национального исторического памятника США.

## История
Sequoia II была заложена в 1925 году на судоверфи в Камдене (Нью-Джерси) в качестве частной яхты для Ричарда Кэдуолдера (Richard Cadwalader) из Филадельфии. Яхта, которая обошлась заказчику в $200,000, была затем перепродана Уильяму Даннингу (William Dunning), президенту техасской нефтяной компании  Sequoia Oil Company.
В 1931 году судно приобрело Министерство торговли США для патрулирования и использования для антибутлегерских операций в период Сухого закона.
В 1933 году, при Герберте Гувере «Секвойя» стала президентской яхтой (предыдущая яхта, «Мэйфлауэр», была им продана в 1929 году из соображений экономии) — 31-й президент США использовал судно для выходов на рыбную ловлю и, в частности, плавал на ней во Флориду; сухой закон на ней не соблюдался. Яхта официально использовалась в качестве президентской до 1936 года, когда этот статус перешёл к «Потомаку».
В 1936—1969 годах яхта официально числилась за министром военно-морских сил США, однако продолжала регулярно использоваться президентами и другими высокопоставленными лицами государства.  
В октябре 1957 года, при президенте Дуайте Эйзенхауэре, на яхте останавливалась королева Елизавета II, находившаяся в США с официальным визитом.
В 1962 году Джон Кеннеди проводил на яхте важные совещания во время Карибского кризиса, здесь же в мае 1963 года он отпраздновал свой последний день рождения.
В начале 1970-х годов Ричард Никсон, находясь на яхте, обсуждал с генеральным секретарём СССР Леонидом Брежневым и советским послом в США Анатолием Добрыниным положения договора ОСВ-1, подписанного в Москве 26 мая 1972 года в рамках переговоров об ограничении стратегических вооружений. 
В апреле 1977 года из соображений экономии президент Джимми Картер распорядился продать яхту. 18 мая того же года она была продана на аукционе в Маналапане (Флорида) за символические $286,000 (при том, что ежегодные бюджетные расходы флота на её содержание составляли $800,000).